# La Otra (TeleMadrid)
La Otra (estilizado como LaOtra) es un canal de televisión español en abierto de ámbito autonómico para la Comunidad de Madrid (España). Afiliada a la FORTA desde su nacimiento, en tanto que depende de Radio Televisión Madrid, es propiedad del Gobierno autonómico. Fue lanzado el 1 de octubre de 2000 como señal de prueba y oficialmente inaugurado el 19 de marzo de 2001, exclusivamente en la plataforma de televisión digital terrestre, lo que la convierte en la primera cadena de televisión española creada para emitir únicamente a través de este sistema.
Además de esta cadena, Radio Televisión Madrid engloba su canal principal, Telemadrid, y una emisora radiofónica, Onda Madrid.
LaOtra dispone de una señal en alta definición (LaOtra HD) desde el 10 de diciembre de 2019.

## Historia

### Inicios
El 1 de octubre de 2000, el Ente Público Radiotelevisión Madrid comenzó sus emisiones en el sistema de televisión digital terrestre. A partir de entonces, la transmisiones analógicas de Telemadrid por UHF se completarían con su disponibilidad por TDT. Además, ese mismo día se iniciaron las transmisiones de La Otra en señal de prueba, el segundo canal autonómico de la Comunidad de Madrid exclusivo por la TDT. 
El 19 de marzo de 2001, un año después, el canal fue lanzado oficialmente por TDT. El proyecto inicial fue obra de Juanjo Guerenabarrena, que también fue su primer director, apoyado y aprobado por Ángeles Yagüe y Silvio González. Además, sus programas se podían ver de madrugada en Telemadrid en diferido cerca a las 2:00 a. m. y las 6:00 a. m.. Alberto Ruiz-Gallardón, presidente de la Comunidad de Madrid, inauguró el nuevo canal de forma oficial, al que calificó de una «televisión alternativa», con un alto contenido cultural con programas como Básico, Nos queda la música, laOtra entrevista, laOtra navegación, De formas, Traslucía, Uno más, La vieja ceremonia, Las noches blancas.
La escasa cobertura y penetración de la televisión digital terrestre a principios del 2000 hicieron que La Otra pasara desapercibida para la mayor parte de los ciudadanos en la Comunidad.

### Polémica por transmisión en analógico
A finales de julio de 2005, La Otra fue lanzado como señal analógica en pruebas dentro del canal 40 de la UHF para toda la Comunidad de Madrid, sin autorización alguna por parte del Ministerio de Industria. Por su parte, el 29 de julio, el Ministerio de Industria prohibió al canal iniciar transmisiones, alegando que Radio Televisión Madrid había tenido plazo para solicitar una licencia de televisión adicional hasta el 15 de junio pasado, fecha en que se aprobó una ley para incentivar la emisión por TDT. Sin embargo, Telemadrid ya había solicitado una licencia al gobierno en noviembre de 2004 para ese propósito, debido a la escasa implementación de la TDT al nivel nacional, pero le fue denegada en febrero de 2005.

### Exclusividad en la TDT
Terminada la polémica, la situación legal de La Otra, TeleK, Canal 33 era incierta, así como el resto de las concesiones de TDT para el resto de estaciones locales en la Comunidad de Madrid. Sin embargo, en septiembre de 2006, el Ministerio de Industria anunció que sancionaría al ente madrileño por valor de un millón de euros que, además, obliga a la clausura de las instalaciones de La Otra.
Con motivo del cese de emisiones analógicas en el norte de la Comunidad de Madrid el 30 de junio de 2009, laOtra dejó de emitir en su frecuencia analógica para toda la región desde ese mismo día, quedando solo disponible a través de la TDT. 
El canal estaba solo disponible en Madrid en el Mux 63 de la TDT. También provisionalmente estuvo en el MUX 41 para Madrid, Guadalajara, Cuenca, Segovia, etc. Esta señal fue provisional durante 2 meses, a partir del 30 de marzo de 2010, pasados los 2 meses el canal abandono la frecuencia 41 de TDT emitida desde Navacerrada, y solo se podía seguir el canal a través del Mux 63 de la TDT.
En la actualidad La Otra se puede ver en la totalidad de la Comunidad de Madrid y en gran parte de las provincias de Toledo y Guadalajara por el desbordamiento de la señal de Torrespaña a través del MUX 55 y su cuota de pantalla está cercana al 1% lo que la iguala a muchas de los segundos y terceros canales de la competencia pública y privada.

## Programación
La programación de La Otra ofrece desde sus inicios una oferta cultural y alternativa a Telemadrid. Sin embargo, desde 2005 se ha ampliado el público de la cadena, pasando a tener una oferta más generalista aunque tratando de mantener una alternativa al primer canal.
- Programas culturales: Se mantuvieron los microespacios sobre tendencias, el programa sobre arte Hay otros mundos, y el espacio diario Básico, el espacio más veterano del canal que ocupa el Prime Time.

- Programas musicales: Hay 2 espacios dentro de la cadena: Central de sonidos, pensado en la música actual, y Nos queda la música, destinado a ciclos y novedades alternativas. Ambos están presentados por José Luis Casado. También pueden verse los acústicos de grupos musicales, tanto dentro del espacio Básico como en un programa recopilatorio llamado Actuaciones.

- Espacios infantiles: Desde el salto al analógico del canal se emiten varias series destinadas al público infantil y juvenil en la franja de tarde. Algunas de estas series son El oso de la casa azul, Doremi, Skyland, o Totally Spies, entre otros.

- Deportes: Enfocado principalmente en el fútbol, LaOtra emite regularmente la Segunda división de la Segunda División y la Segunda B enfocando su atención en los partidos de equipos madrileños. También emitió partidos de la Liguilla Final de la Liga ecuatoriana, enfocando las retransmisiones hacia el colectivo inmigrante de ese país.

- Redifusiones de Telemadrid: Tales como los Telenoticias (en horarios diferentes), Madrid Directo, Qué comemos hoy, Cifras y Letras o Mi cámara y yo , además de otros espacios. Ocupan aproximadamente 8 horas de la programación de la cadena.

## Directores
La Dirección de la Cadena ha estado en manos de:
- Juanjo Guerenabarrena
- Ana Aladro
- Yolanda Marugán
- Carlos Rapallo
- Alberto Rull
- Carmen González

## Imagen corporativa
A lo largo de su historia el canal ha tenido 4 logotipos.
- 2001-2005: El logotipo es el símbolo ≠, símbolo que demuestra que 2 números no son iguales.
- 2005-2014: El logotipo es similar al de Telemadrid con el pentágono, pero la estrella interior tiene una ubicación irregular.
- 2014-2017: Se usa el mismo logotipo de Telemadrid pero en colores rojizos, precedido del nombre del canal.
- 2017-presente: El logotipo de la cadena, cambia radicalmente, el color rojo sigue predominando en la imagen corporativa de la cadena, el logotipo es muy parecido al de su cadena hermana, Telemadrid, pero con una especie de ondulaciones, llevando debajo el nombre estilizado de: "LaOtra".

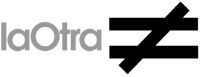
2001 - 2005
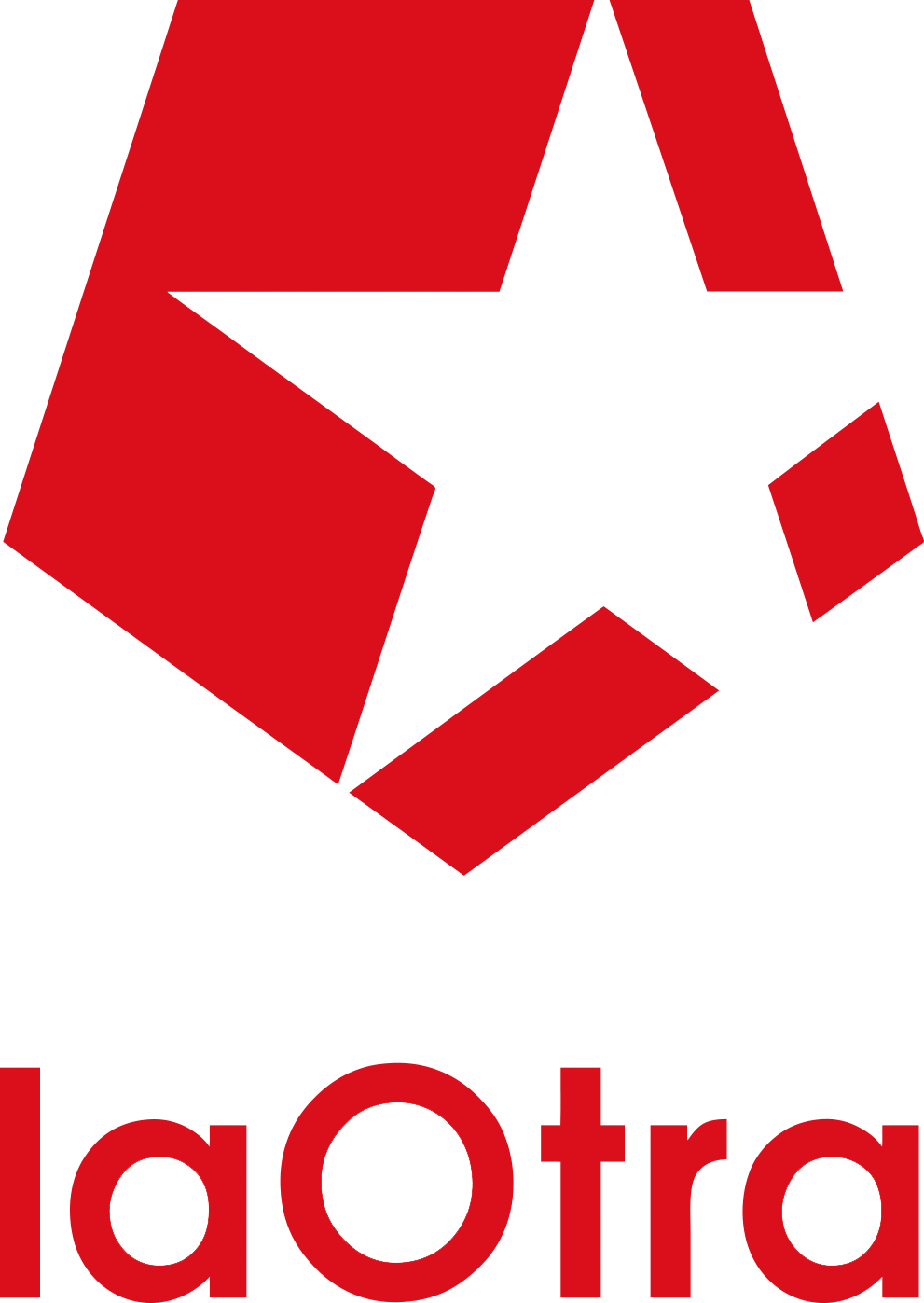
2005 - 2014
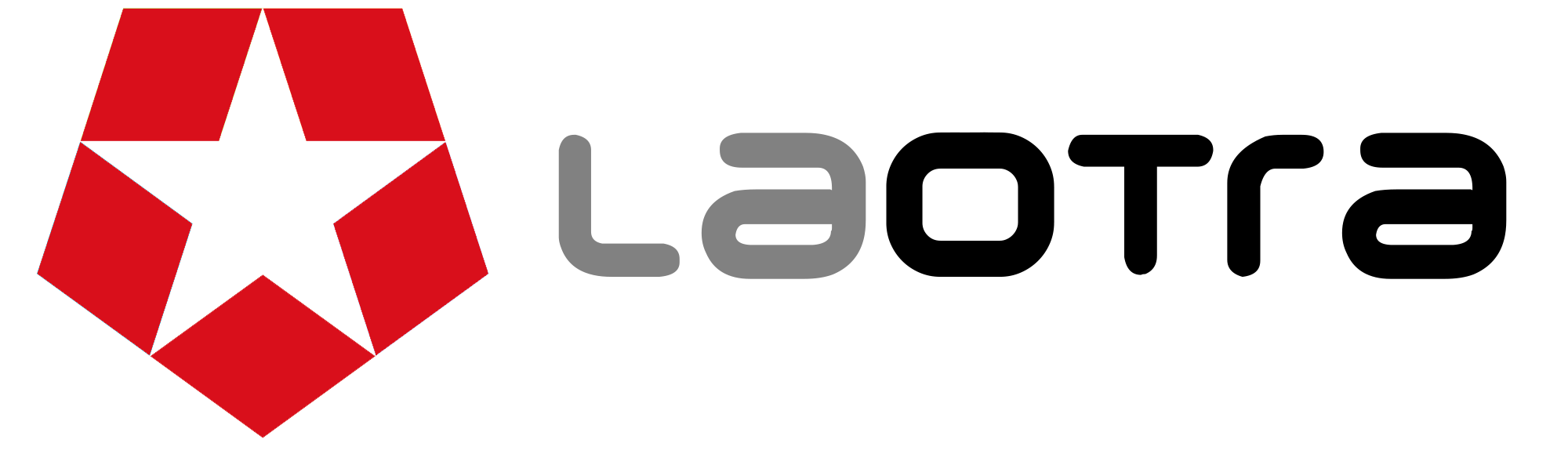
2014 - 2017
2017 - presente

## Lemas
- Super tele Madrid (2001-2007)
- La nueva imagen de Madrid (2007-2010)
- Otra forma de hacer televisión (2010-2017)
- Estamos para ti (2017-2022)
- Tu mejor compañía (2022-actualidad)

## Audiencia
En la actualidad su audiencia media que ven en la Comunidad De Madrid solo es de 6000 personas, pero compiten con otros canales secundarios de otras comunidades autónomas.
| Año  | Enero | Febrero | Marzo | Abril | Mayo | Junio | Julio | Agosto | Septiembre | Octubre | Noviembre | Diciembre | Media anual |
| ---- | ----- | ------- | ----- | ----- | ---- | ----- | ----- | ------ | ---------- | ------- | --------- | --------- | ----------- |
| 2001 | %     | %       | %     | %     | %    | %     | %     | %      | %          | %       | %         | %         |             |
| 2002 | %     | %       | %     | %     | %    | %     | %     | %      | %          | %       | %         | %         |             |
| 2003 | %     | %       | %     | %     | %    | %     | %     | %      | %          | %       | %         | %         |             |
| 2004 | %     | %       | %     | %     | %    | %     | %     | %      | %          | %       | %         | %         |             |
| 2005 | %     | %       | %     | %     | %    | %     | %     | %      | %          | %       | %         | %         |             |
| 2006 | %     | %       | %     | %     | %    | %     | %     | %      | %          | %       | %         | %         | 0,1%        |
| 2007 | %     | %       | %     | %     | %    | %     | %     | %      | %          | %       | %         | %         | 0,2%        |
| 2008 | %     | %       | %     | %     | %    | %     | %     | %      | %          | %       | %         | %         |             |
| 2009 | %     | %       | %     | %     | %    | %     | %     | %      | %          | %       | %         | %         |             |
| 2010 | %     | %       | %     | %     | %    | %     | %     | %      | %          | %       | %         | %         |             |
| 2011 | %     | %       | %     | %     | %    | %     | %     | %      | %          | %       | %         | %         |             |
| 2012 | %     | %       | %     | %     | %    | %     | %     | %      | %          | %       | %         | %         |             |
| 2013 | %     | %       | %     | %     | %    | %     | %     | %      | %          | %       | %         | %         |             |
| 2014 | %     | %       | %     | %     | %    | %     | %     | %      | 0,7%       | 0,8%    | 0,8%      | 0,8%      |             |
| 2015 | 0,8%  | 0,7%    | 0,6%  | 0,6%  | 0,6% | 0,6%  | 0,7%  | 0,7%   | 0,7%       | 0,6%    | 0,6%      | 0,7%      | 0,7%        |
| 2016 | 0,7%  | 0,6%    | 0,7%  | 0,6%  | 0,6% | 0,7%  | 0,7%  | 0,8%   | 0,6%       | 0,7%    | 0,6%      | 0,7%      | 0,7%        |
| 2017 | 0,7%  | 0,7%    | 0,6%  | 0,8%  | 0,8% | 1,0%  | 1,0%  | 1,1%   | 0,7%       | 0,7%    | 0,7%      | 0,9%      | 0,8%        |
| 2018 | 0,9%  | 0,9%    | 0,8%  | 0,7%  | 0,7% | 0,7%  | 1,0%  | 1,0%   | 0,9%       | 0,9%    | 0,7%      | 0,9%      | 0,8%        |
| 2019 | 0,9%  | 0,8%    | 0,9%  | 0,8%  | 0,8% | 0,9%  | 0,9%  | 1,0%   | 0,9%       | 0,9%    | 0,9%      | 1,0%      | 0,9%        |
| 2020 | 1,0%  | 0,9%    | 1,0%  | 1,1%  | 1,0% | 1,1%  | 1%    | 1,3%   | 1,0%       | 0,8%    | 0,8%      | 0,8%      | 1,0%        |
| 2021 | 0,8%  | 0,8%    | 0,7%  | 0,8%  | 0,8% | 0,8%  | 0,7%  | 1%     | 0,7%       | 0,8%    | 0,7%      | 0,7%      | 0,8%        |
| 2022 | 0,8%  | 0,8%    | 0,8%  | 0,9%  | 0,9% | 1%    | 0,9%  | 0,8%   | 0,8%       | 0,6%    | 0,7%      | 0,8%      | 0,8%        |
| 2023 | 0,8%  | 0,7%    | 0,8%  | 0,9%  | 0,8% | 0,8%  | 0,9%  | 0,9%   | 0,9%       | 0,9%    | 1%        | 0,8%      | 0,9%        |
| 2024 | 0,8%  | 0,8%    | 0,8%  | 0,7%  | 0,7% | 0,9%  | 0,8%  | 0,8%   | 0,9%       | 0,9%    | 0,8%      | 0,9%      | 0,8%        |